# Bernhoff Hansen
Bernhoff Otelius Hansen (Rognan, Saltdal, Nordland, Noruega, 17 d'agost de 1877 - Smithtown, Nova York, 22 de desembre de 1950) va ser un lluitador noruec de naixement i estatunidenc d'adopció que va competir a principis del segle xx.
El 1904 va prendre part en els Jocs Olímpics de Saint Louis, on va guanyar la medalla d'or en la categoria de pes pesant, de més de 71,7 kg. Hansen s'imposà en la final a Frank Kugler. Prèviament havia eliminat a Fred Warmbold i William Hennessy. Hansen havia començat a practicar la lluita a Noruega, però un o dos anys abans dels Jocs es traslladà als Estats Units i s'afilià al club gimnàstic Brooklyn Norwegier Turnverein, sota el paraigües del qual va participar en els Jocs de Saint Louis.
El 2012 historiadors noruecs van trobar documentació que mostra que Hansen fou registrat com a "alien" (estranger) el 1925, i es qüestionen si mai va rebre la nacionalitat estatudinenca. Per aquest motiu demanen que aquest or sigui atorgat a Noruega.